# Lakenhalle van Ieper
De Lakenhalle van Ieper is een van Europa's grootste burgerlijke gebouwen in gotische stijl. De oorspronkelijke lakenhal werd gebouwd tussen ongeveer 1230 en 1304 en vormde een van de vroegste grote gebouwen ten noorden van de Alpen. Het 70 meter hoge belfort werd gebouwd vanaf 1250 als teken van de macht der burgerij. Aan de oostzijde werd in 1360 het Gulden Halleke aangebouwd tegen het hallencomplex, in 1620 vervangen door het Nieuwerck.

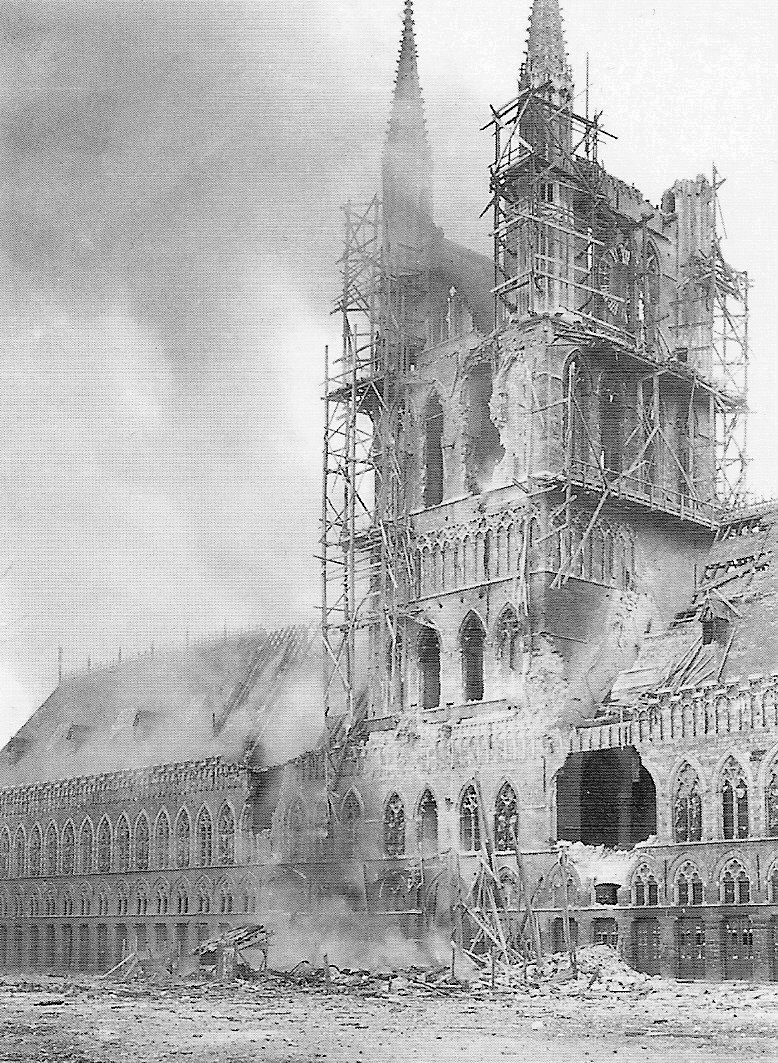
Brand van de Lakenhalle op 22 november 1914.

Het gebouw werd tijdens de Eerste Wereldoorlog volledig vernield en is later weer opgebouwd. De gerestaureerde lakenhal werd in 1967 voltooid. De architecten, waaronder Jules Coomans, opteerden voor een getrouwe reconstructie van de vooroorlogse toestand. Onder aan de lakenhallen zijn de originele stenen nog zichtbaar, deze zijn de grootste. Hoe meer men naar boven gaat, hoe kleiner de stenen worden.
De lakenhallen werden vroeger gebruikt als verhandelingsplaats van laken. In elke deuropening onder aan het belfort werd het laken verkocht. Ieper was in de middeleeuwen zeer beroemd vanwege de goede kwaliteit van het laken.
Volgens een eeuwenoude traditie werden tijdens de Ieperse jaarmarkt een drietal katten levend van de belforttoren gegooid. Dit gebruik doofde uit in 1817 maar werd in 1938 hernomen tijdens de Kattenstoet, zij het dat de stadsnar sindsdien speelgoedkatten werpt.
Tegenwoordig is de Lakenhalle een door UNESCO beschermd monument als onderdeel van de gezamenlijke inschrijving van een groep belforten in België en Frankrijk.
In de belforttoren bevindt zich een beiaard met 49 klokken met een totaal gewicht van 11.892 kg. Om het kwartier speelt een automatisch spel het Iepers Tuindaglied. Kwart voor en kwart na het uur speelt een korte versie, op het half uur een langere, en op het uur zelf speelt het volledige lied.
Op de torenspits van het belfort staat een windwijzer in de vorm van een gouden draak die de naam Margriet draagt. Bij de restauratie van de stadsdraak in 2021 werd in haar buik een boodschap gestoken voor de toekomstige Ieperlingen, die luidt: "Ieperling daar, op de schubben van mijn lijf voel je de eelt van tijd, klauwen en krassen, verhalen van vechten en pijn. In mijn blik lees je herstel en hoop, veerkracht van generaties, heropbouw, pijn en kracht, trotse tentakels van strijd. Samen koesteren we elke steen van onze stad."
In de hallen zijn twee musea gevestigd: het In Flanders Fields Museum, sinds 1998, en het Yper Museum, sinds 2018.

## Wetenswaardig
- Het Calcutta High Court, een gebouw van Walter L. B. Granville uit 1872, is gemodelleerd naar de Ieperse lakenhal.